# История почты и почтовых марок Французской Полинезии
История почты и почтовых марок Французской Полинезии описывает развитие почтовой связи во Французской Полинезии, представляющей собой несколько групп островов в центре южной части Тихого океана с административным центром в Папеэте, ранее известной как Французская Океания, или Французские владения в Океании, а ныне являющейся заморским сообществом Франции. Собственные почтовые марки эмитировались Французской Океанией с 1892 года и от имени Французской Полинезии — с 1958 года. Современным почтовым оператором здесь является фр. Office des postes et télécommunications de Polynésie française.

## Развитие почты
История почты на тихоокеанских островах Общества (Таити), а также Туамоту, Тубуаи, Маркизские и Гамбье первоначально связана с ранними попытками их колонизации испанцами и англичанами на протяжении второй половины XVIII — начала XIX веков. В 1830-х годах здесь появились французы и с 1843 года стали устанавливать над островами свой протекторат. В течение 1880—1903 годов эта группа островов была объединена в колонию Французские владения в Океании, или Французская Океания.
Письма с Таити, самого крупного из островов Общества, который был французской колонией в 1880—1892 годах и находился в 1892—1915 годах на правах округа в составе Французской Океании, известны с середины XIX века. Корреспонденция при этом обычно доставлялась частным образом в ближайший крупный порт в Австралии или Южной Америке.
Почтовые марки впервые начали использоваться на почтовых отправлениях Таити 25 октября 1862 года, и для этой цели применялись общие марки французских колоний.
В 1870—1875 годах местные таитские власти установили за свой счёт регулярную почтовую службу сначала с помощью парусных судов, а позднее пароходами для транспортировки корреспонденции с Таити через Сан-Франциско во Францию.
В 1915 году в островной колонии действовало 14 почтовых отделений: по два — на Таити, Папеэте и Таравао, а остальные — на других островах.
Французские суда пароходного общества Messageries Maritimes не посещали Таити до 1923 года, когда была учреждена новая линии из Новой Каледонии в Марсель с заходом в Новые Гебриды, Французскую Океанию и Панаму. Первый такой пароход отправился в рейс из столицы Новой Каледонии Нумеа 15 августа 1923 года и прибыл в Марсель 27 октября.
В 1928 году правительство установило регулярное почтовое сообщение между островами.
В 1958 году колония Французская Океания была преобразована во Французскую Полинезию, получившую статус заморской территории Франции, что повлекло за собой соответствующую смену почтовой администрации.
Как заморское сообщество Франции — страны, являющейся членом Всемирного почтового союза (ВПС), Французская Полинезия подпадает под юрисдикцию ВПС на основе Устава этой международной почтовой организации, а именно статьи 23 «Применение Актов Союза к территориям, международные сношения которых обеспечиваются страной — членом». В современных условиях почтовое обслуживание на островах обеспечивается Управлением почт и телекоммуникаций Французской Полинезии (Office des postes et télécommunications de Polynésie française, сокращённо OPT).

## Выпуски почтовых марок

### Французская Океания

#### Первые марки
Первым почтовым выпуском для Французских владений в Океании были марки колониального типа «Мореплавание и торговля» с названием колонии, изданные в 1892 году.

#### Последующие эмиссии
С 1913 года начали выходить марки оригинальных рисунков. В 1931 году появились первые памятные марки, а в 1937 году — первый почтовый блок. Последняя марка колониальной почтовой администрации поступила в обращение в 1956 году.

### Французская Полинезия
Получив новый статус и сменив название, Французская Полинезия приступила к эмиссии собственных марок в ноябре 1958 года. В том же году были изданы первые памятные марки. Все появляющиеся марки имеют оригинальные рисунки, главным образом на местную тематику.
Всего за период первых 70 лет, с 1892 по 1963 год, на территории тихоокеанских островов, принадлежащих Франции, в обращении находились 268 почтовых марок и один блок. На оригинальных марках имели место следующие надписи: «République Française», «RF» («Французская Республика»); «Colonies. Postes» («Колонии. Почта»); «Etablissements Français de l’Océanie» («Французские владения в Океании»); «Postes française» («Французская почта»); «France Libre» («Свободная Франция»); «Océanie» («Океания»); «Ets Française de l’Océanie» («Французские владения в Океании»); «Polynesie Française» («Французская Полинезия»). На марках также встречается  надпечатка: «France Libre» («Свободная Франция»).
В 1968 году был подготовлен первый почтовый блок Французской Полинезии. В 1978 году серия марок и памятный блок были приурочены к 20-летию выпуска собственных марок.

## Другие виды почтовых марок

### Почтово-благотворительные
В 1915 году были эмитированы почтово-благотворительные марки Французской Океании.

### Доплатные
В 1926 году были изданы доплатные марки Французской Океании, а в 1958 году — доплатные марки Французской Полинезии.
Согласно сведениям Л. Л. Лепешинского, к 1963 году во Французской Океании и Французской Полинезии было выпущено в общей сложности 30  доплатных марок. На них присутствовали надписи: «Chiffre-taxe» («Доплата»); «Chiffre-taxe à percevoir» («Сумма, подлежащая уплате»).

### Авиапочтовые
Авиапочтовые марки Французской Полинезии стали поступать в обращение с 1958 года.

### Служебные
Служебные марки выходили во Французской Полинезии в 1977 году.

## Выпуски Таити
В 1882—1893 годах на острове Таити использовались собственные марки, как почтовые, так и доплатные, представлявшие собой надпечатки на марках из универсальных выпусков французских колоний в виде названия острова: «Tahiti» («Таити»).
Так, в 1882 году нехватка почтовых марок номиналом в 25 сантимов привела к появлению надпечатки нового номинала на почтовых марках менее популярных номиналов. Некоторые надпечатки также включали название «TAHITI» («Таити»). Эта же история повторилась в 1884 году с марками номиналом в 5 и 10 сантимов.
- Почтовые марки французских колоний с надпечатками для использования на Таити
- Чистая, типа Саж («Мир и торговля»), 25 сантимов, 1882 (Mi #1I; Yt #3)
- Чистая, типа Альфэ Дюбуа[фр.] («Торговля»), 20 сантимов, 1893 (Mi #12; Yt #13)
- То же, гашёная, с датой 23 февраля 1894 года на почтовом штемпеле Папеэте

В 1893 году на оставшихся запасах обыкновенных и доплатных марок французских колоний были сделаны два типа надпечаток: один тип представлял собой диагональную надпечатку слова «TAHITI» («Таити»), а другой — горизонтальную надпечатку текста «1893 / TAHITI» («1893 / Таити»). Некоторых номиналов почтовых марок оставалось очень мало для производства надпечаток, и подлинные надпечатки довольно редки, редчайшая из них — горизонтальная надпечатка на желтой марке номиналом в 25 сантимов, оцениваемая сейчас примерно в 20 тысяч долларов США.
Впоследствии, в период 1893—1958 годов, в почтовом обращении были только марки Французской Океании, а с 1958 года — Французской Полинезии. В 1903 году наблюдалась нехватка почтовых марок номиналом в 10 сантимов, и на трёх номиналах были сделаны надпечатки «TAHITI / 10 / CENTIMES» («Таити / 10 / сантимов») или «… centimes» («… сантимов»).
В 1915 году на почтово-благотворительных марках Французской Океании также была сделана надпечатка красного креста и слова «TAHITI» («Таити»).
По данным Л. Л. Лепешинского, с 1880 по 1915 год для Таити было эмитировано 35 почтовых и 28 доплатных  марок.